# Marco Bosco
Marco Bosco (San Paolo, 1956) è un percussionista brasiliano.

## Biografia
Nato nel 1956 a San Paolo, Marco Bosco iniziò la sua carriera di percussionista nel 1974 suonando in vari gruppi. Durante la seconda metà del decennio divenne allievo di Paulo Silva e Jos Ulisses Arroyo dell'orchestra municipale di Campinas e, in un secondo momento, di Claudio Stephan dell'Orchestra di So Paulo. Dopo aver pubblicato nei primi anni ottanta due album assieme ai Grupo Acaru, (Do Samba, Hot Corocket, 1980; Aqualouco, 1981), Bosco esordì da solista con l'autoprodotto Metalmadeira (1983), che commistiona ambient, musica concreta, jazz e poliritmi che riecheggiano la "musica del quarto mondo" di Jon Hassell. Bosco donò una copia di Metalmadeira a Brian Eno, che però non sembrò apprezzarlo (essa fu infatti ritrovata in un mercatino dell'usato di Londra). Nonostante ciò, una delle tracce contenute nel disco apparirà nell'apprezzata compilation di musica sperimentale brasiliana Outro Tempo (2017). Bosco è anche leader del quartetto Balaio, che ha supportato il compositore jazz Randy Brecker durante una delle sue tournée, e ha collaborato con altri artisti, fra cui il giapponese Tsuyoshi Yamamoto.

## Discografia

### Da solista
- 1983 – Metalmadeira
- 1986 – Fragmentos da casa
- 1993 – Tokyo Diary
- 2001 – Techno Roots
- 2005 – Live at Brazilian Embassy in Tokyo (con Tsuyoshi Yamamoto)
- 2009 – Live at Blue Note Tokyo (con artisti vari)
- 2016 – Online (con Paulo Calasans)

### Nei gruppi

#### Con i Grupo Acaru
- 1980 – Do Samba, Hot Corocket
- 1981 – Aqualouco